# Les Contreforts du Larzac
Les Contreforts du Larzac este o arie protejată (sit de importanță comunitară — SCI) din Franța întinsă pe o suprafață de 5.299 ha, integral pe uscat.

## Localizare
Centrul sitului Les Contreforts du Larzac este situat la coordonatele 43°45′57″N 3°24′30″E / 43.76583°N 3.40833°E.

## Înființare
Situl Les Contreforts du Larzac a fost declarat arie specială de conservare în baza directivei 92/43 din 1992 referitoare la conservarea habitatelor naturale și a faunei și florei sălbatice pentru a proteja 16 specii de animale.

## Biodiversitate
Situată în ecoregiunea mediteraneană, aria protejată conține 18 habitate naturale: Pajiști uscate seminaturale și facies de acoperire cu tufișuri pe substraturi calcaroase (Festuco-Brometalia) (* situri importante pentru orhidee), Pseudostepă cu ierburi și specii anuale de Thero-Brachypodietea, Pante stâncoase calcaroase cu vegetație casmofită, Păduri aluvionare cu Alnus glutinosa și Fraxinus excelsior (Alno-Padion, Alnion incanae, Salicion albae), Ape puternic oligomezotrofe cu vegetație bentonică cu Chara spp., Fânețe de joasă altitudine (Alopecurus pratensis, Sanguisorba officinalis), Păduri de fag din Europa Centrală dezvoltate pe sol calcaros cu Cephalanthero-Fagion, Izvoare petrifiante cu formare de travertin (Cratoneurion), Lande oro-mediteraneene cu formațiuni endemice de grozamă, Pajiști carstice calcaroase sau bazofile, de Alysso-Sedion albi, Grohotișuri termofile și vest-mediteraneene, Formațiuni stabile xerotermofile de Buxus sempervirens pe pante stâncoase (Berberidion p.p.), Păduri de Quercus ilex și Quercus rotundifolia, Pajiști umede mediteraneene cu ierburi înalte de Molinio-Holoschoenion, Pante stâncoase silicioase cu vegetație casmofită, Galerii de Salix alba și de Populus alba, Peșteri inaccesibile publicului, Păduri pe pante, grohotișuri și ravene de Tilio-Acerion.
La baza desemnării sitului se află mai multe specii protejate:
- mamifere (7): liliac cârn (Barbastella barbastellus), liliac cu aripi lungi (Miniopterus schreibersii), liliac cu urechi de șoarece (Myotis blythii), liliac cărămiziu (Myotis emarginatus), liliacul mediteranean cu potcoavă (Rhinolophus euryale), liliacul mare cu potcoavă (Rhinolophus ferrumequinum), liliacul mic cu potcoavă (Rhinolophus hipposideros)
- nevertebrate (7): Austropotamobius pallipes, croitorul mare al stejarului (Cerambyx cerdo), rădașcă (Lucanus cervus), Osmoderma eremita, Oxygastra curtisii, Rosalia alpina, Vertigo angustior
- pești (2): Barbus meridionalis, zglăvoacă (Cottus gobio)

Pe lângă speciile protejate, pe teritoriul sitului au mai fost identificate 5 specii de plante, 1 specie de păsări, 12 specii de mamifere, 1 specie de pești.